# Pascal Zuberbühler
Pascal Zuberbühler (n. 8 ianuarie 1971) este un fost fotbalist elvețian care activa pe poziția de portar.

## Palmares
- Super League (6): 1995, 1996, 1998, 2002, 2004, 2005
- Challenge League (1): 2007
- Cupa Elveției (3): 1994, 2002, 2003